# Claus Reichel

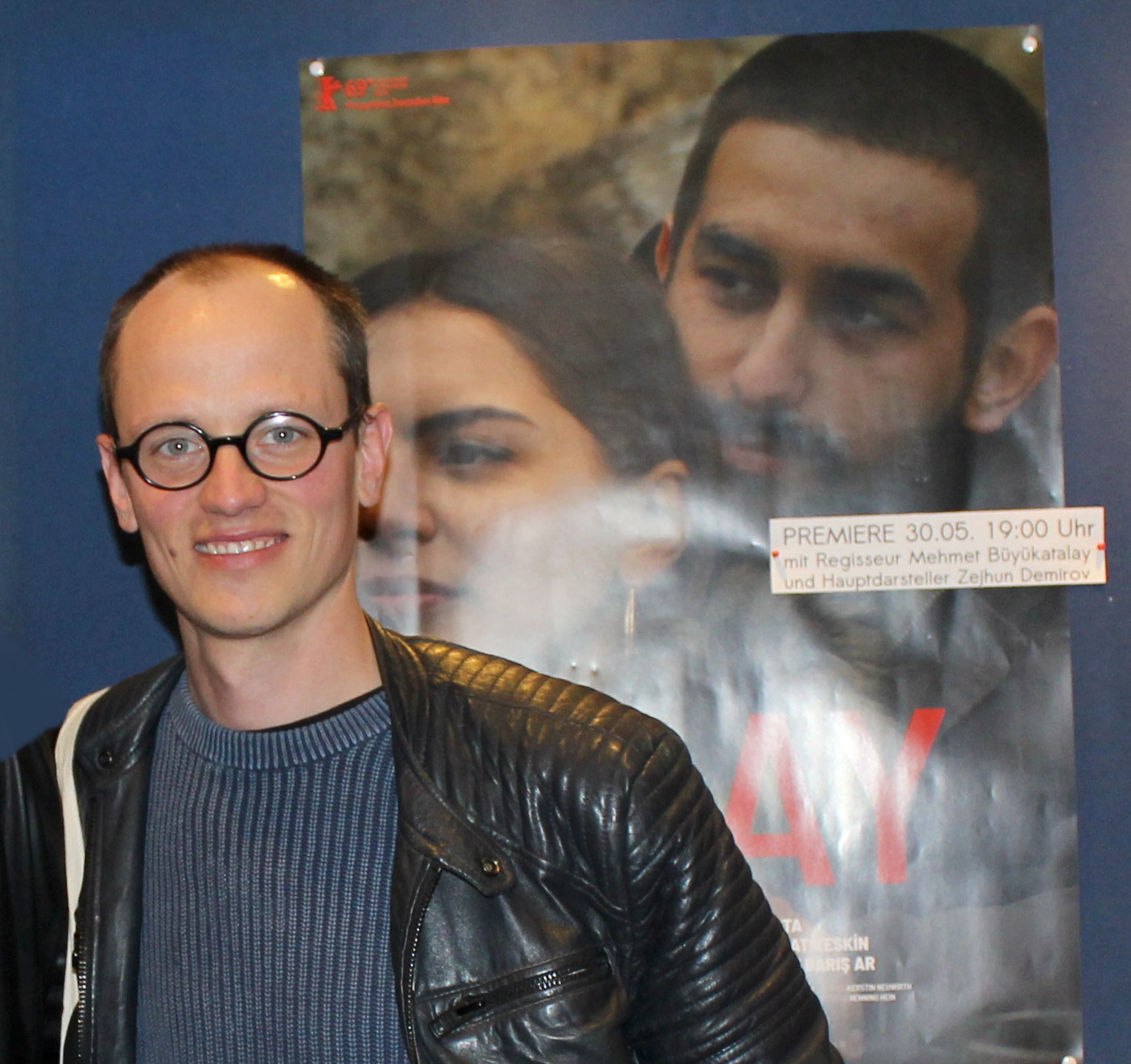
Claus Reichel, 2019

Claus Herzog-Reichel (* 1986 in Friedberg) ist ein deutscher Filmproduzent.

## Leben
Claus Herzog-Reichel besuchte das Rudolf-Diesel-Gymnasium Augsburg, wo er 2006 das Abitur machte. Bereits während seiner Schulzeit engagierte er sich im Schultheater. Herzog-Reichel studierte im Anschluss Regionalstudien Lateinamerika/Sozialwissenschaften an der Universität Köln. Zudem war er an der Kunsthochschule für Medien Köln aktiv.
Sein gemeinsam mit Bastian Klügel produzierter Erstlingsfilm Oray von Mehmet Akif Büyükatalay feierte 2019 auf der 69. Berlinale in der Sektion Perspektive Deutsches Kino Weltpremiere und wurde dort mit dem „Best First Feature Award“ prämiert.
Der von Herzog-Reichel produzierte Kurzfilm Berzah wurde 2020 für den Deutschen Kurzfilmpreis nominiert, der Dokumentarfilm Aşk, Mark ve Ölüm – Liebe, D-Mark und Tod von Cem Kaya wurde 2022 auf der 72. Berlinale uraufgeführt und gewann den Panorama Publikumspreis, wurde für den Deutschen Filmpreis nominiert und schließlich 2024 mit dem Grimme-Preis ausgezeichnet.
Mit Bastian Klügel und Mehmet Akif Büyükatalay gründete Herzog-Reichel 2017 die filmfaust GbR in Köln. 2020 gründete er mit Selina Orthaus und Mehmet Akif Büyükatalay die filmfaust GmbH.

## Filmografie (Produzent)
- 2019: Oray
- 2020: Berzah
- 2022: Aşk, Mark ve Ölüm – Liebe, D-Mark und Tod
- 2024: Immaculata
- 2025: Sirens Call
- 2025: Hysteria
- 2025: Fritz Litzmann, mein Vater und ich (als Ko-Produzent)